# Ульяновск II
Ульяновск II — железнодорожная станция Волго-Камского региона Куйбышевской железной дороги. Расположена в Железнодорожном районе Ульяновска. Находится на участке с тепловозной тягой железнодорожной линии «Инза — Чишмы». Начало эксплуатации — 1898 год.

## История
В 1898 году была построена ветка Московско-Казанской железной дороги — от ст. Инза до ст. Симбирск . Одновременно от станции «Киндяковка» (ныне Ульяновск-Центральный) к Симбирским пристаням на Волге была проложена ж/д линия, где была открыта станция «Симбирск-II». 
В 1912 году, от станции была проложена ж/д ветка к строящемуся железнодорожному мосту через Волгу. Проект был разработан крупнейшим учёным, профессором Петербургского института инженеров путей сообщения Н. А. Белелюбским.
29—31 мая 1915 года произошёл сильный оползень Симбирской горы. Были разрушены ж/д линии к строящемуся Волжскому мосту и к пристаням.
Императорский мост официально был открыт 5 октября 1916 г, Первое (временное) пассажирское движение по мосту открылось 1 декабря 1916 года. Открытие моста через Волгу сделало Симбирск узлом двух железных дорог: Московско-Казанской и Волго-Бугульминской .
В 1924 году ввиду переименования города была и переименована станция на «Ульяновск-II».
В 1956 году, ввиду постройки на новом месте речного порта, была перенесена и железнодорожная ветка к нему.

## Деятельность
На станции осуществляются:
- Продажа билетов на все пассажирские поезда. Приём и выдача багажа не производится.
- Приём и выдача грузов на подъездных путях (путях необщего пользования) и местах необщего пользования.

## Пригородное следование по станции
По состоянию на август 2025 года через станцию курсируют следующие поезда пригородного следования:

### Круглогодичное движение пригородных поездов
| № поезда | Маршрут движения                    | № поезда | Маршрут движения                   |
| -------- | ----------------------------------- | -------- | ---------------------------------- |
| 6719     | Димитровград- Ульяновск центральный | 6720     | Ульяновск центральный-Димитровград |

## Известные работники станции
- Макаров Владимир Александрович — советский военачальник, генерал-полковник[9].

## Галерея
- Открытка 1900 года. Ж/д линия к пристани. Симбирск.
- Открытка 1900 года. Пристань Волго-Бугульминской железной дороги. Симбирск.
- Пожар на строящемся железнодорожном мосту через Волгу в 1914 году. (Ж/д ветка ведущая к мосту).
- Волга напротив Симбирска (открытка 1917). Ж/д линия к пристаням.